# Austrothaumalea concava
Austrothaumalea concava är en tvåvingeart som beskrevs av Sinclair 2008. Austrothaumalea concava ingår i släktet Austrothaumalea och familjen mätarmyggor. Inga underarter finns listade.